# John Martin (senator)
John Martin, född 12 november 1833 i Wilson County, Tennessee, död 3 september 1913 i Topeka, Kansas, var en amerikansk demokratisk politiker. Han representerade delstaten Kansas i USA:s senat 1893–1895.
Martin flyttade 1855 till Kansasterritoriet. Han studerade juridik och inledde 1856 sin karriär som advokat. Han var postmästare i Tecumseh 1858–1859. Han flyttade 1861 till Topeka där han fortsatte som advokat. Han kandiderade utan framgång i guvernörsvalet i Kansas 1876.
Martin tjänstgjorde som domare 1883–1885. Han förlorade guvernörsvalet 1888 mot republikanen Lyman U. Humphrey. Vid tidpunkten av guvernörsvalet 1888 fanns det i Kansas en populär republikansk guvernör som också hette John Martin. Demokraten Martin efterträdde 1893 Bishop W. Perkins i USA:s senat. Han efterträddes 1895 som senator av Lucien Baker.
Martin avled 1913 och gravsattes på Topeka Cemetery i Topeka.